# Комісія Україна — НАТО
Комісія Україна — НАТО — найвищий колективний орган, який ухвалював рішення стосовно розвитку відносин між Україною і НАТО та спрямовував заходи в плані практичного співробітництва у період з 1997 до 2023 року. На заміну Комісії, у 2023 році було створено Раду Україна — НАТО.

## Комісія Україна— НАТО
Комісію Україна — НАТО було утворено відповідно до Хартії про особливе партнерство НАТО — Україна, підписаної главами держав та урядів України та країн НАТО 9 липня 1997 року в Мадриді.
Комісія була покликана забезпечувати належне застосування положень Хартії про особливе партнерство між Україною та Організацією Північноатлантичного договору, проводити оцінку розвитку відносин між Україною і НАТО, аналізувати і планувати майбутню діяльність, а також надавати рекомендації щодо поліпшення або подальшого розвитку співробітництва. Комісія Україна — НАТО стала форумом для консультацій між Україною та членами НАТО з питань безпеки, що становлять обопільний інтерес.

### Учасники
У Комісії були представлені Україна та всі країни — учасниці НАТО. Цей орган проводив засідання на регулярній основі на рівні послів і військових представників, а також періодичні зустрічі на рівні міністрів закордонних справ, міністрів оборони та начальників штабів, і іноді — зустрічі в верхах.
Засідання Комісії Україна — НАТО на вищому рівні організовувалися Політичним комітетом у форматі Комісії Україна — НАТО, який виконував функцію форуму для обміну думками з питань політики і безпеки, що становлять спільний інтерес, а також відповідає за підготовку та оцінку програм співпраці між Україною і НАТО.

### Робота Комісії Україна— НАТО
Комісія Україна — НАТО була форумом для консультацій між Україною і країнами — учасницями НАТО з питань безпеки, що становлять спільний інтерес, наприклад, ситуація в Афганістані, на Балканах, в Іраку, боротьба проти тероризму, заморожені конфлікти, а також інших регіональних проблем.

#### 2008 рік
У грудні 2008 року, міністри закордонних справ країн — учасниць НАТО ухвалили рішення про подальше зміцнення роботи по лінії Комісії Україна — НАТО шляхом розробки Щорічної національної програми. Така програма, яка буде складена в остаточному варіанті навесні 2009 року, прийде на зміну щорічних цільових планів, на основі яких проходила співпраця Україна — НАТО з моменту затвердження Плану дій НАТО — Україна у 2002 р.
Комісія здійснила перегляд діяльності по співробітництву, який здійснювався по лінії участі України в програмі «Партнерство заради миру», а також у військовій сфері в рамках Військового Комітету та відповідно до щорічних робочими планами України.
Під егідою Комісії Україна — НАТО були створені спільні робочі групи, покликані поглиблювати співпрацю за такими напрямками, як реформа оборони та сектору безпеки, озброєння, економічна безпека, наукові дослідження та захист навколишнього середовища.

#### 2023 рік
4 квітня 2023 року в Брюсселі відбулося чергове засідання Комісії Україна — НАТО. Це було перше засідання з 2017 року, відколи Угорщина послідовно блокувала проведення комісії на рівні вищому, ніж рівень посла. Блокування було пов'язане з ухваленим у 2017 році Україною освітнім законом, проти якого виступає Будапешт.
Комісія обговорила подальшу військову підтримку Києва, а також перспективи членства в Альянсі. Про це повідомив глава МЗС України Дмитро Кулеба на брифінгу після засідання. За його словами, вдалося розблокувати основний базовий формат взаємодії на високому політичному рівні, і є бажання провести таке засідання за участі Президента України під час саміту у Вільнюсі.

На засіданні Комісії Дмитро Кулеба висловив позицію України з приводу аргументу про те, що членство не на часі, натомість на часі максимальне зміцнення підтримки Києва. Дмитро Кулеба:
Ми мали відверту розмову, в буквальному сенсі сказали все, що думаємо. Тепер союзники мають між собою це обговорити і нарешті вийти на чіткий результат, який буде досягнутий на саміті у Вільнюсі. Мій меседж був такий: Вільнюс-2023 — це нагода виправити помилки Бухаресту 2008 року.
Також Кулеба заявив, що питання надання Україні Плану дій щодо членства в НАТО більше не стоїть на порядку денному, оскільки Україна подала заявку на членство. Кулеба наголосив, що на саміті НАТО у Вільнюсі Україна однозначно очікує на формалізовані рішення щодо членства в НАТО.
Це мають бути рішення, які наближають членство України в НАТО. Ми не шукаємо рішення, які лише констатують стан відносин. Повторення вчергове, що двері НАТО залишаються відкритими — цього буде недостатньо.
— сказав він.